# Armin Hiller
Armin Hiller (* 22. Dezember 1938 in Perleberg) ist ein deutscher Diplomat.

## Leben
Hiller studierte an der Eberhard Karls Universität Tübingen und der Julius-Maximilians-Universität Würzburg Rechtswissenschaft. 1960 wurde er Mitglied des Corps Franconia Tübingen. Nach den beiden Staatsprüfungen und der Promotion zum Dr. iur. (1969) wurde er Ministerialbeamter im Bundesverkehrsministerium. 1972 trat er in den Auswärtigen Dienst und kam nach Washington, D.C., Bonn, Maputo und wieder nach Bonn in die Zentrale des Auswärtigen Amtes. Nachdem er von 1983 bis 1985 die Botschaft in Brazzaville geleitet hatte, wurde er wieder im Auswärtigen Amt als stellvertretender Referatsleiter in der Politischen Abteilung eingesetzt. Als er 1989 stellvertretender Leiter der Deutschen Botschaft Prag geworden war, erlebte er ihre Besetzung durch DDR-Bürger, die die sog. Wende einleitete. Im März 1993 wurde Hiller Leiter des Grundsatzreferats in der Kulturabteilung des Bundesaußenministeriums. Im September 1998 wurde er als Botschafter der Bundesrepublik  Deutschland in Nigeria akkreditiert. Danach war er vom 2. Oktober 2001 bis zum 1. Juli 2003 Botschafter in Rumänien.